# Línea 29 (EMT Madrid)
La línea 29 de la EMT de Madrid une el área intermodal de la avenida de Felipe II con Manoteras (Hortaleza).

## Características
La línea 29 circula a través de grandes ejes viarios como son la calle Príncipe de Vergara, la Avenida de Pío XII o la calle Arturo Soria. Esta línea vertebra la calle Príncipe de Vergara al recorrerla entera, complementándose con la línea 9 de Metro de Madrid.
Esta línea se creó el 15 de agosto de 1959 con el itinerario General Mola - Chamartín y venía a sustituir la línea 114 Velázquez - Chamartín, con parecido recorrido pero la nueva 29 circulaba por General Mola (actual Príncipe de Vergara) en lugar de Velázquez.
Desde su creación apenas ha visto modificado su recorrido respecto al original. Tan solo se vio ampliada a los nuevos desarrollos urbanísticos de Manoteras (cambió Arturo Soria por Santiago Apóstol) y la cabecera central que estaba en la calle de Jorge Juan pasó a las nuevas dársenas de la Avenida de Felipe II (cambió General Mola por Avda. Felipe II). Igualmente ha visto cambiar más recientemente la denominación de la cabecera periférica de Santiago Apóstol a Manoteras. La línea tiene circuito neutralizado por dentro de Manoteras (Dalia > Bacares > Cuevas de Almanzora > Alicún > Vélez Rubio).

### Frecuencias
| Lunes a viernes laborables       |               |
| De 6:00 a 20:00                  | 9-15 minutos  |
| De 20:00 a 23:00                 | 9-18 minutos  |
| Sábados laborables               |               |
| De 6:00 a 11:00 De 20:00 a 23:00 | 13-22 minutos |
| De 11:00 a 20:00                 | 12-18 minutos |
| Domingos y festivos              |               |
| De 7:00 a 23:00                  | 16-23 minutos |

## Recorrido y paradas

### Sentido Manoteras
La línea inicia su recorrido en el área intermodal de la Avenida de Felipe II, junto a la estación de Goya. Desde aquí gira a la izquierda por la calle de Alcalá, circulando por ésta hasta la intersección con la calle Príncipe de Vergara, donde gira a la derecha para incorporarse a esta última.
La línea recorre entera esta calle y continúa, tras atravesar la Plaza del Perú, por la Avenida de Pío XII, prolongación natural de Príncipe de Vergara, llegando hasta la intersección con la calle Caídos de la División Azul, donde gira a la derecha por ella para dirigirse hacia la Cuesta del Sagrado Corazón, que pasa sobre la M-30.
Al final de dicha cuesta, se incorpora a la calle de Arturo Soria girando a la izquierda, calle por la que circula hasta llegar a la intersección con la calle Dalia, ya en el Pinar de Chamartín, calle por la que circula a continuación girando a la derecha.
La línea recorre esta calle entera y su continuación natural, la calle Bacares, hasta la intersección con la calle Vélez Rubio, donde tiene su cabecera junto a la estación de Manoteras.
| Código | Parada                                | Común con       | Conexiones con Metro | Otros |
| ------ | ------------------------------------- | --------------- | -------------------- | ----- |
| 5075   | FELIPE II (C/ Alcalá)                 |                 | Goya                 |       |
| 5034   | Felipe II                             | 15 215 E2 E3    | Goya                 |       |
| 2225   | Príncipe de Vergara-Jorge Juan        | 52              | Príncipe de Vergara  |       |
| 2227   | Príncipe de Vergara-Goya              | 52              |                      |       |
| 2229   | Príncipe de Vergara-Ayala             | 52              |                      |       |
| 4052   | Marqués de Salamanca                  | 52              | Núñez de Balboa      |       |
| 2233   | Príncipe de Vergara-Diego de León     | 52              |                      |       |
| 5787   | Príncipe de Vergara-María de Molina   | 52              | Avenida de América   |       |
| 5237   | Príncipe de Vergara-Francisco Silvela | 52 73           |                      |       |
| 2239   | Príncipe de Vergara-López de Hoyos    | 52              |                      |       |
| 2241   | Junta Municipal Chamartín             | 52              | Cruz del Rayo        |       |
| 2243   | Auditorio Nacional                    | 52              |                      |       |
| 414    | Plaza de Cataluña                     | 16 52           | Concha Espina        |       |
| 517    | Concha Espina                         | 16              |                      |       |
| 515    | Príncipe de Vergara-Serrano           | 16              |                      |       |
| 4849   | Ecuador                               | 7 16 51         |                      |       |
| 1124   | Colombia                              | 7 16 51         | Colombia             |       |
| 4832   | República Dominicana                  | 16 51           |                      |       |
| 112    | Plaza del Perú                        | 16 150          |                      |       |
| 115    | Pio XII-Centro Comercial              | 16 150          | Pío XII              |       |
| 117    | Pio XII-Comandante Franco             | 16 150          |                      |       |
| 210    | Caídos División Azul                  | 70 107          |                      |       |
| 214    | Arturo Soria-Añastro                  | 7 107           |                      |       |
| 497    | Arturo Soria-Julio Dánvila            | 7 107           |                      |       |
| 499    | Ingenieros Navales                    | 7 107           |                      |       |
| 134    | San Luis-Arturo Soria                 | 125 129 150 158 |                      |       |
| 136    | Arturo Soria-Cultura                  | 125 129 150     |                      |       |
| 4946   | Pinar de Chamartín                    |                 | Pinar de Chamartín   |       |
| 4948   | Bacares-Golfo de Salónica             |                 |                      |       |
| 511    | MANOTERAS (C/ Bacares)                | 7               | Manoteras            |       |

### Sentido Avenida de Felipe II
La línea inicia su recorrido en la calle Bacares esquina Vélez Rubio, junto a la estación de Manoteras. Desde aquí sube por la calle hacia el este hasta desembocar el la calle Cuevas de Almanzora, donde gira a la izquierda.
A continuación, la línea hace un recorrido circular por Manoteras en el que vuelve a pasar junto a la cabecera circulando por las calles Alicún y Vélez Rubio. Al volver a la intersección de las calles Bacares y Vélez Rubio, toma esta vez la calle Bacares hacia el oeste.
A partir de aquí, el recorrido es igual a la ida pero en sentido contrario (Bacares, Dalia, Arturo Soria, Cuesta del Sagrado Corazón, Caídos de la División Azul, Avenida de Pío XII y Príncipe de Vergara), hasta que llega a la intersección de Príncipe de Vergara con la calle Jorge Juan, donde gira a la izquierda para subir por ésta hasta el área intermodal de la Avenida de Felipe II, donde está su cabecera.
| Código | Parada                                | Común con   | Conexiones con Metro | Otros |
| ------ | ------------------------------------- | ----------- | -------------------- | ----- |
| 511    | MANOTERAS (C/ Bacares)                | 7           | Manoteras            |       |
| 507    | Almanzora-Bacares                     | 7 129       |                      |       |
| 508    | Almanzora                             | 7 129       |                      |       |
| 509    | Alicún                                | 7 129       |                      |       |
| 510    | Vélez Rubio                           | 7 129       |                      |       |
| 4949   | Bacares-Vélez Rubio                   |             |                      |       |
| 4950   | Bacares-Golfo de Salónica             |             |                      |       |
| 4947   | Pinar de Chamartín                    |             | Pinar de Chamartín   |       |
| 135    | Arturo Soria-Cultura                  | 125 129 150 |                      |       |
| 133    | San Luis-Arturo Soria                 | 129 150 158 |                      |       |
| 513    | Cuartel de la Marina                  | 7 107       |                      |       |
| 500    | Ingenieros Navales                    | 7 107       |                      |       |
| 498    | Arturo Soria-Julio Dánvila            | 7 107       |                      |       |
| 1836   | Arturo Soria-Añastro                  | 107         |                      |       |
| 211    | Caídos División Azul                  | 70 107      |                      |       |
| 116    | Pío XII-Comandante Franco             | 16 150      |                      |       |
| 114    | Pío XII-Centro Comercial              | 16 150      | Pío XII              |       |
| 111    | Plaza del Perú                        | 16 150      |                      |       |
| 4831   | República Dominicana                  | 16 51       |                      |       |
| 440    | Colombia                              | 7 16 51     | Colombia             |       |
| 4850   | Ecuador                               | 7 16 51     |                      |       |
| 514    | Príncipe de Vergara-Serrano           | 7 16        |                      |       |
| 516    | Concha Espina                         | 7 16        |                      |       |
| 415    | Plaza de Cataluña                     | 16 52       | Concha Espina        |       |
| 2244   | Auditorio Nacional                    | 52          |                      |       |
| 2242   | Junta Municipal Chamartín             | 52          | Cruz del Rayo        |       |
| 2240   | Príncipe de Vergara-López de Hoyos    | 52          |                      |       |
| 2238   | Príncipe de Vergara-Francisco Silvela | 52          |                      |       |
| 2236   | Príncipe de Vergara-María de Molina   | 52          | Avenida de América   |       |
| 2234   | Príncipe de Vergara-Diego de León     | 52          |                      |       |
| 2232   | Marqués de Salamanca                  | 52          | Núñez de Balboa      |       |
| 2230   | Príncipe de Vergara-Ayala             | 52          |                      |       |
| 2228   | Príncipe de Vergara-Goya              | 52          |                      |       |
| 2226   | Príncipe de Vergara-Jorge Juan        |             | Príncipe de Vergara  |       |
| 5075   | FELIPE II (C/ Alcalá)                 |             | Goya                 |       |

## Galería de imágenes

Mapa zonal de la estación de metro de Velázquez con los recorridos de las líneas de autobuses, entre las que aparece el 29.
Mapa zonal de la estación de metro de Núñez de Balboa con los recorridos de las líneas de autobuses, entre las que aparece el 29.